# サントモボーノ・テルメ
サントモボーノ・テルメ（伊: Sant'Omobono Terme  ( 音声ファイル)）は、イタリア共和国ロンバルディア州ベルガモ県にある、人口約3,900人の基礎自治体（コムーネ）。温泉地として知られる。

## 名称
2004年まで、自治体名称はサントモボーノ・イマーニャ（Sant'Omobono Imagna）だった。

## 地理

### 位置・広がり
ベルガモ県西部、ヴァッレ・イマーニャのコムーネ。中心地区セリーノ・バッソ（Selino Basso）は、レッコから東南東へ12km、県都ベルガモから北西へ17km、州都ミラノから北東へ47kmの距離にある。

#### 隣接コムーネ
隣接するコムーネは以下の通り。括弧内のLCはレッコ県所属を示す。
- ベドゥリータ
- ベルベンノ
- ブルマーノ
- カレンノ (LC)
- コルナ・イマーニャ
- エルヴェ (LC)
- ロンコラ
- ロータ・ディマーニャ
- ヴァル・ブレンビッラ

### 地震分類
イタリアの地震リスク階級 (it) では、3 に分類される
。

## 歴史
2014年、サントモボーノ・テルメは北西に隣接するヴァルセッカと合併した。新自治体もサントモボーノ・テルメの名を引き継いだが、ISTATコードは新規に振りなおされている（旧サントモボーノ・テルメは016192、新サントモボーノ・テルメは016252）。

## 行政

### 山岳部共同体
広域行政組織である山岳部共同体「ヴァッレ・イマーニャ山岳部共同体」  (it:Comunità montana Valle Imagna)  の事務所所在地である。「ヴァッレ・イマーニャ山岳部共同体」には以下のコムーネが含まれる（アルファベット順）。
- アルメンノ・サン・サルヴァトーレ、アルメンノ・サン・バルトロメーオ、バルザーナ、ベドゥリータ、ベルベンノ、ブルマーノ、カピッツォーネ、コルナ・イマーニャ、コスタ・ヴァッレ・イマーニャ、フイピャーノ・ヴァッレ・イマーニャ、ロカテッロ、パラッツァーゴ、ロンコラ、ロータ・ディマーニャ、サントモボーノ・テルメ、ストロッツァ

### 分離集落
サントモボーノ・テルメには、以下の分離集落（フラツィオーネ）がある。
- Cepino, Mazzoleni, Selino Alto, Selino Basso (sede comunale), Valsecca

## 文化・観光

### 温泉
泉質は硫黄泉。効能は皮膚病。